# Nannberga
Nannberga är en bebyggelse i södra Arboga kommun vid Hjälmarens norra sida., som av SCB år 2020 avgränsats till en småort. Nannberga består av en bygata samt ett sommarstugeområde. Nannberga har en gästhamn vilken förr i tiden nyttjades kommersiellt. Närliggande byar är Järnäs, Hästnäs och Lunger.